# Dreifaltigkeitskirche (Leschnitz)

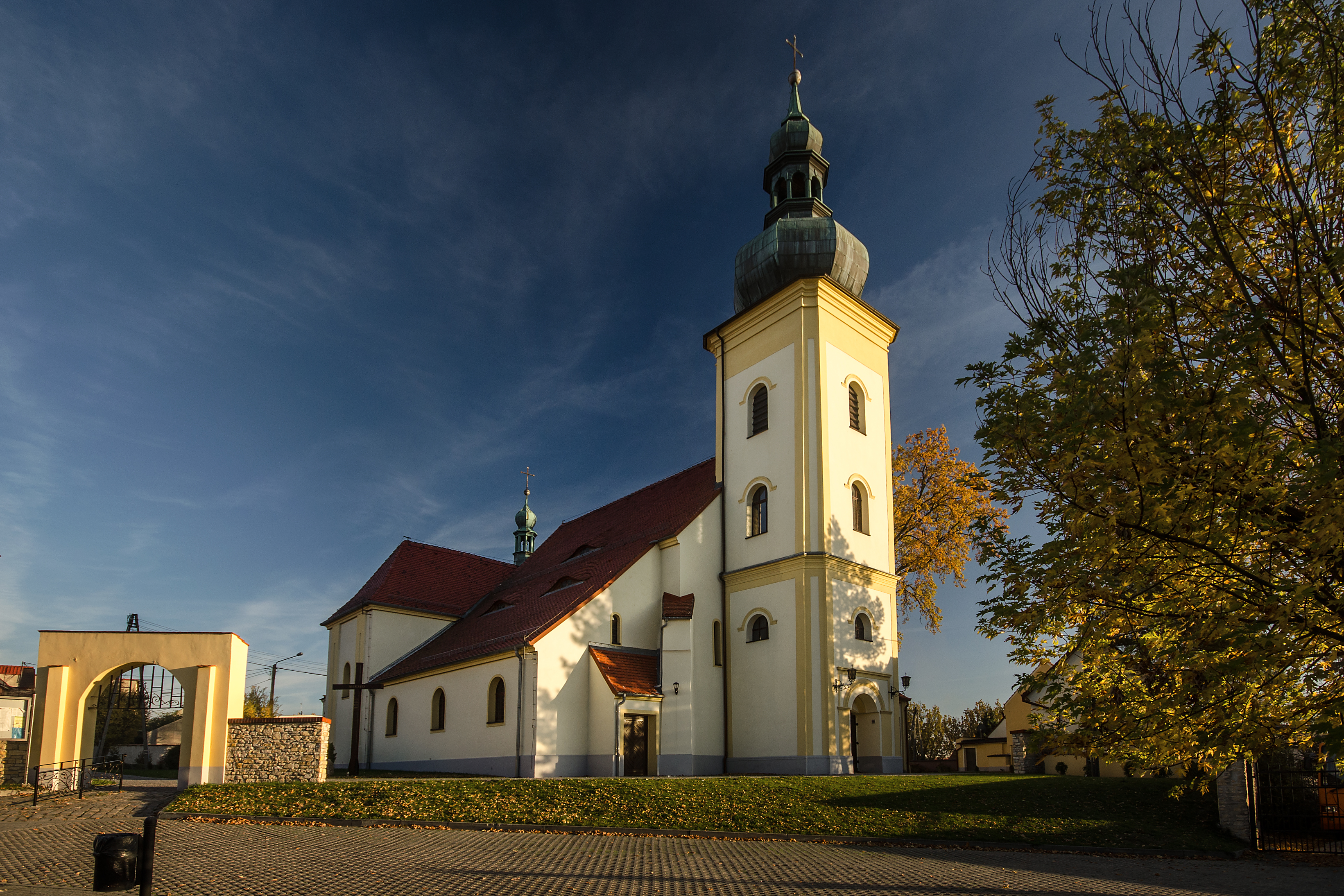
Dreifaltigkeitskirche, Nordseite mit Glockenturm

Die Pfarrkirche zur Heiligen Dreifaltigkeit (polnisch Kościół Trójcy Świętej) ist eine römisch-katholische Kirche in der oberschlesischen Stadt Leschnitz (Leśnica) in der Woiwodschaft Opole. Die Kirche ist die Hauptkirche der Pfarrei zur Heiligen Dreifaltigkeit (Parafia św. Trójcy Świętej) in Leschnitz. Das Gotteshaus liegt an der ul. Kościelna 8 an der südwestlichen Ecke des Leschnitzer Rings. 

## Geschichte

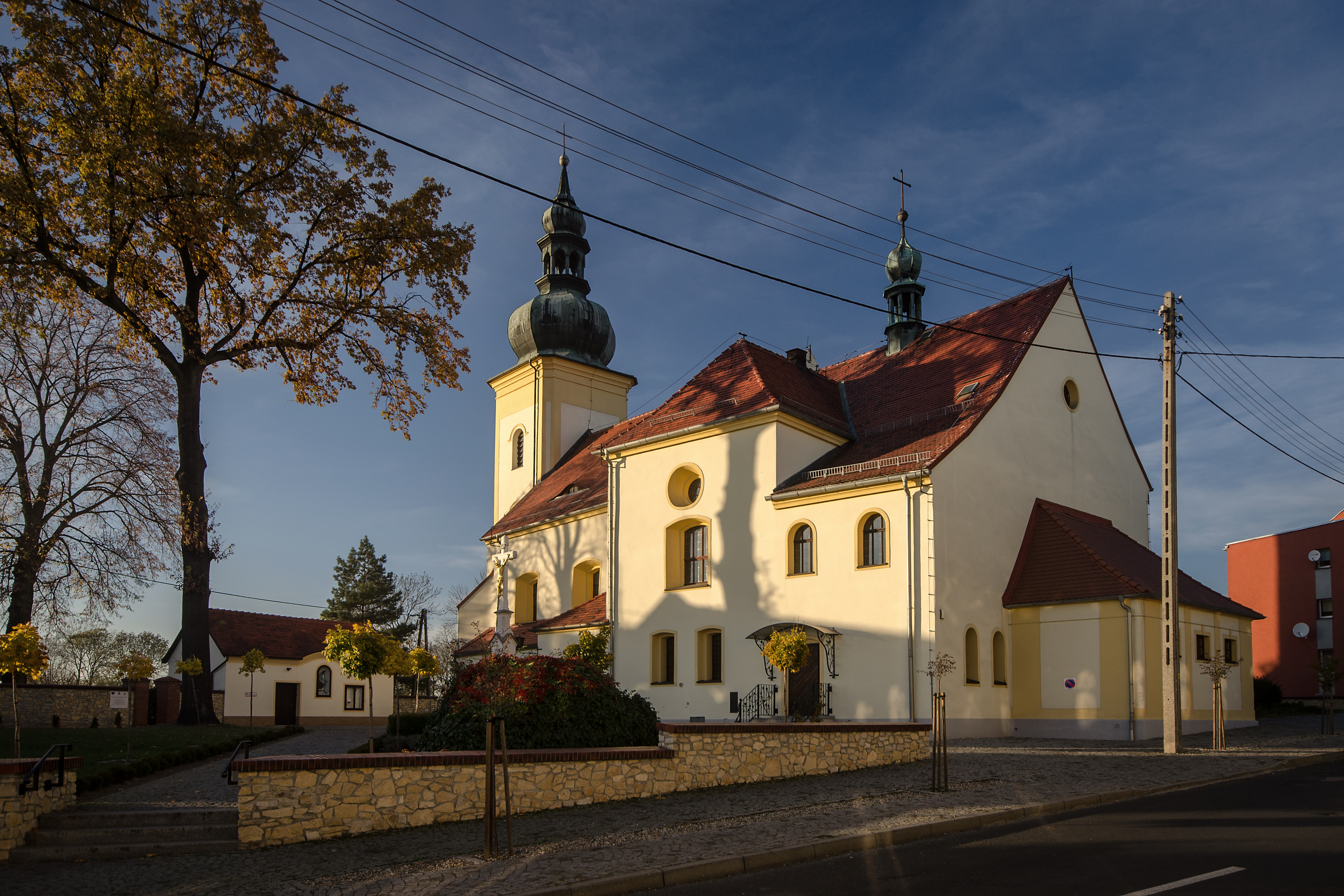
Südostseite der Kirche

Eine Kirche wurde erstmals 1257 in Leschnitz erwähnt. Der Kirchenbau trug ursprünglich das Patrozinium des heiligen Martin. 1335 wurde erstmals eine Pfarrei in Leschnitz erwähnt. Der steinerne Kirchenbau entstand in der zweiten Hälfte des 15. Jahrhunderts und ist der Heiligen Dreifaltigkeit gewidmet. Der ursprünglich gotische Kirchenbau wurde Anfang des 18. Jahrhunderts im Stil des Barocks umgebaut. Die Umbauarbeiten wurde 1720 fertiggestellt. Ein weiterer Umbau der Kirche erfolgte im Jahr 1843. Bis 1939 erfolgte erneut ein Um- und Ausbau der Kirche. Dabei wurden das nördliche Seitenschiff und eine neue Sakristei angebaut. 
Der Kirchenbau steht seit 1954 unter Denkmalschutz.

## Architektur und Ausstattung
Die Saalkirche entstand ursprünglich im gotischen Stil. Im 18. Jahrhundert wurde der Kirchenbau barockisiert. Das zweischiffige Langhaus besitzt einen rechteckigen Chor. An der Westseite liegt der auf einem quadratischen Grundriss stehende Glockenturm mit Zwiebelhelm und Laterne. Im Inneren besitzt das Hauptschiff Stichkappentonnen mit einem Rahmen-Blatt-Dekor. An den Kirchenbau sind mehrere Kapellen angebaut, darunter die Kapelle des hl. Joseph auf einem quadratischen Grundriss. Die Kirche besitzt ein Satteldach mit Fledermausgauben. 
Die Ausstattung der Kirche entstand im Stil des Barocks. Das Taufbecken mit einer Darstellung der Taufe-Christi-Gruppe stammt aus dem Ende des 18. Jahrhunderts. Die Kirche besitzt eine Orgel der Firma Schlag & Söhne aus dem Jahr 1896. Das Instrument ist 17-stimmig und pneumatisch.
Der Kirchhof ist in Teilen von einer steinernen Mauer umgeben.